# Edmund Waterton
Edmund Waterton (* 7. April 1830 in Walton Hall, West Yorkshire; † 22. Juli 1887 in Deeping Manor, Deeping St James, Lincolnshire) war ein britischer Antiquar.

## Leben
Edmund Waterton war das einzige Kind von Charles Waterton. Durch seine Mutter stammte er auch von den Arawak in Südamerika ab. Er war katholisch und erhielt seine Ausbildung am Stonyhurst College.
1862 heiratete er Josephine Ennis, die Tochter des irischen MP Sir John Ennis, 1st Baronet. Er wurde 1876 für bankrott erklärt und musste Walton Hall verkaufen. Nachdem seine erste Frau verstorben war, heiratete er 1881 Ellen Mercer.
Er war Knight des Supreme Order of Christ; Knight of Malta; Päpstlicher Geheimkämmerer (Papal Privy Chamberlain) und Fellow of the Society of Antiquaries.
Watertons Sammlung von Ringen befindet sich teilweise im Victoria and Albert Museum; seine Sammlung von Ausgaben der Nachfolge Christi (De imitatione Christi) ist heute der Kern der Edmund Waterton Collection in der British Library.

## Schriften
- On a Remarkable Incident in the Life of St Edward the Confessor. In: Archaeological Journal 21, 1864, S. 103–113.
- Catalogue of the very extensive and valuable collection of antique and mediaeval rings, formed by that well-known collector, E. Waterton, etc. W. Clowes, London [1868?].
- Pietas Mariana Britannica. A History of English Devotion to the Most Blessed Virgin Mary Mother of God, with a Catalogue of Shrines, Sanctuaries, Offerings, Bequests, and other Memorials of the Piety of our Forefathers. London 1879 (Digitalisat).